# Josine Reuling
Josine Reuling (Amsterdam, 29 september 1899 – Amsterdam, 19 oktober 1961) is het pseudoniem van de Nederlandse schrijver Gerardina Anna Reuling. Zij schreef psychologische romans die handelden over conservatieve maatschappelijke gedragingen. Haar roman Terug naar het eiland was een van de eerste lesbische literaire werken in Nederland. Het boek uit 1937 kreeg veel kritiek. Met name dit boek beschreef het lesbianisme niet als binair verschijnsel (mannelijk-vrouwelijke dichotomie) en ook niet in relatie tot mannelijke eigenschappen. De hoofdpersoon in het boek was er namelijk trots op vrouw te zijn, maar vond zichzelf ongeschikt voor het huwelijk.
Er zijn in Nederland verschillende straten naar Josine Reuling genoemd.

## Biografie
Reuling werd geboren op 29 september 1899 in de Daniel Stalpertstraat 36, Amsterdam als kind van Anna Catharina Taatgen en Hermanus Reuling. Haar ouders waren operazangers en vertrokken naar Rusland toen Reuling twee jaar oud was. Ze bracht het grootste deel van haar jeugd door in Rusland en bezocht verschillende scholen in Oost-Europa. Haar moeder was een groot deel van haar jeugd ziek en Reuling hielp mee om voor haar te zorgen, wat voor haar een loodzware taak was. In haar latere autobiografische werk rept ze slechts zelden over haar vader. In haar latere leven had zij geen contact meer met hem. In 1914, aan het begin van de Eerste Wereldoorlog, werd het gezin gedwongen om uit Letland te evacueren. Zij keerden terug naar Nederland.
Na haar opleiding werkte Reuling als secretaresse bij papiergroothandel G.H. Bührmann.

### Carrière als schrijfster
In haar vrije tijd ging ze schrijven. In 1929 werd ze redacteur bij het net opgerichte weekblad voor kleuters, Kiekeboe. In 1930 publiceerde ze meermalen bij het tijdschrift voor de jeugd, Zonneschijn. In 1933 schreef ze voor het tijdschriften Forum en Meisjesleven.
In 1927 publiceerde ze haar eerste boek, Siempie, dat ze al in 1922 geschreven had. Het beschrijft het leven van een kind in de Jordaan, waarbij de grootmoeder, "Opoe", ook een grote rol speelt. Veel in dat boek was gebaseerd op haar eigen ervaringen, net als in veel van haar andere boeken. Muzikanten, zangers en het leven in het buitenland waren onderwerpen in Siempie en ook in Senta Meloni (1938). In Sara Vierhout (1932) komen Russen voor en een moeder met tuberculose. Een secretaresse treedt op in Intermezzo met Ernst (1934). Het vreemde vaderland (1939) bevat ook veel autobiografische elementen en speelt in een Letse havenstad.
Wegens ziekte nam Reuling ontslag bij Bührmann. Zij voltooide het boek Sara Vierhout (1932) in Zwitserland. Vervolgens ging ze naar Frankrijk; eerst naar Parijs en daarna naar Tourettes, in de buurt van Vence in de regio Provence-Alpes-Côte d'Azur. In de jaren dertig verschenen in Nederland de eerste boeken over lesbiennes. Er was toen nauwelijks lesbische subcultuur in Nederland, wellicht alleen in Amsterdamse kunstenaarskringen. Zij kende andere lesbische vrouwen alleen uit vriendschapskringen. Zo had zij contact met Anna Blaman en Marie-Louise Doudart de la Grée.
Vanaf haar eerste publicatie kreeg Reuling lovende kritieken en stond ze bekend om haar "authentieke en originele beschrijvingen van het moderne leven". Het boek Sara Vierhout werd ook goed ontvangen, maar toen Reuling haar werk veranderde richting psychologische verkenningen, die de conservatieve sociale normen aantastten, veranderde de ontvangst van haar boeken.

#### Intermezzo met Ernst
De roman Intermezzo met Ernst (1934) gaat over de relatie tussen een stenotypiste, Bep, en een jonge amateurkunstenaar, Ernst. Zij wonen samen en Bep is kostwinnaar, maar Ernst maakt allerlei plannen. Hij wil dat zij haar baan opgeeft, hij wil een kind, hij wil verhuizen naar Zwitserland. Als blijkt dat hij het idee van een kind niet serieus meent, komt zij tot de conclusie dat zij zonder hem kan. Ze is niet van plan hem achterna te reizen naar Zwitserland.
Intermezzo met Ernst werd bekritiseerd omdat het "abnormale levensstijlen" zou tonen en vrouwelijke personages als onafhankelijke personen liet zien. Menno ter Braak verweet haar in zijn recensie van boek dat "zodra het om vrouwelijke inmenging in de levens van romanpersonages gaat, komt de vrouw er altijd het best af; de man... wordt dan echter niet veel meer dan de projectie van de vrouw." Het verhaal kon hem maar matig boeien en het had volgens hem alle eigenschappen van een damesroman. De recensent van de Gooi- en Eemlander vond het echter een goed geschreven, zuiver boek.

#### Terug naar het eiland
Reulings boek Terug naar het eiland (1937) was een van de eerste Nederlandse literaire werken waarin lesbische thema's werden beschreven, net als Twee meisjes en ik van A.H. Nijhoff uit 1930. Het boek gaat over een jong, maar rijk, Zweeds meisje, Brita, dat tijdens lange zomers in Parijs "romantische relaties" heeft met vrouwen. Het boek eindigt met de dood van de hoofdpersoon door een auto-ongeluk. Haar lichaam wordt begraven op het eiland waar ze als kind erg gelukkig was.
Reuling schreef dit boek als reactie op The Well of Loneliness door Radclyffe Hall. In het boek van Reuling heeft Brita geen gender- of identiteitscrisis; bovendien verwerpt ze wetenschappelijke concepten van homoseksualiteit. Terug naar het eiland wordt gezien als een uniek boek, omdat het ontkent dat lesbisch verlangen een vorm van mannelijk gedrag is. In plaats daarvan wordt de heldin beschreven als een normaal persoon, die eerder het verlangen van vrouwen naar de omhelzing door een man als abnormaal ziet.
Er kwam veel kritiek op het boek. Het werd in de Sumatra Post door een anonieme auteur de grond in geboord. Het boek beschreef volgens een recensent in de Indische Courant "verhoudingen, die algemeen in de wereld als zondig en zelfs misdadig worden beschouwd, voor te stellen als psychologisch verklaarbaar en zelfs natuurlijk." Ook in haar geboorteland kwam er een heftig debat op gang over de roman, omdat dit boek bezig hield met ‘de Lesbische liefde’. Reuling werd als "pathologisch geval" en als "onrijp" beoordeeld. Recensent Piet van Veen vond het "een prachtig boek." Hij meende echter dat lezeressen de hoofdpersoon, met haar afkeer van erotiek met mannen, weerzinwekkend zouden vinden.

#### Later werk
Ook in haar latere werk bevatte het werk van Reuling autobiografische elementen. Een secretaresse als zijzelf speelde een rol in De verwachting (1948) en in De jaren zijn als vogels (1951). In De verwachting speelt ook een vriendschap met een Parijse modeontwerper een rol.
In 1958 was de Nederlandse criticus Victor E. van Vriesland zeer lovend over haar werk. Intermezzo met Ernst toonde volgens hem aan dat Reuling als schrijver was gegroeid. Van Vriesland roemde haar "fijn vrouwelijke intuïtie en helder inzicht".

### Naar Frankrijk en weer terug naar Nederland
Bij het uitbreken van de Tweede Wereldoorlog keerde Reuling terug naar Nederland, maar twee jaar later was zij weer terug in Frankrijk. Zij woonde daar in het departement Lot bij Brive-la-Gaillarde. Ze had de riskante reis samen met een joodse vriendin en nog een klein joods meisje ondernomen, die doorreisde naar Zwitserland. Reuling woonde bijna twee jaar in afzondering in Brive-la-Gaillarde. Na de bevrijding van Parijs in 1944 ging ze werken bij het Nederlandse consulaat-generaal, totdat het veilig was om terug te keren naar Nederland. Ze ging wonen in Laren, waar ze in 1948 De verwachting en het kinderboek Heks Pimpelneus schreef.
In 1949 werkte Reuling kort als secretaresse van de directeur van de Openbare Leeszaal in Amsterdam. Het jaar daarop keerde ze, met een toelage van het Ministerie van Onderwijs, Kunsten en Wetenschappen, terug naar Frankrijk en voltooide ze haar roman De jaren zijn als vogels (1951). Toen ze terugkeerde naar Amsterdam, werkte ze een paar maanden voor het tijdschrift Vrij Nederland, waar ze de column "Bij ons in de stad" schreef. Ze stopte ze daarmee, omdat ze het werk niet leuk vond. Zij publiceerde ook in De Gids.
In 1953 publiceerde ze haar laatste boek, Poeder en parels. Haar gezondheid begon achteruit te gaan en ze stopte met schrijven.
Reuling overleed op 21 oktober 1961 in Amsterdam in rusthuis 'Antoinette' op Van Eeghenstraat 125.

## Nalatenschap
Zowel Apeldoorn als Groningen hebben haar vereerd met een Josine Reulingstraat. De Josine Reulinglaan is te vinden in Vlissingen.

## Werken (mogelijk niet compleet)

### Romans
- Reuling, Josine (1927). Siempie: roman van een kind met sprietharen. Hollandia, Baarn. Bandomslag van Ella Riemersma
- Reuling, Josine (1932). Sara Vierhout. Nijgh & Van Ditmar, Rotterdam.
- Reuling, Josine (1934). Intermezzo met Ernst. Nijgh & Van Ditmar, Rotterdam. Bandomslag van P.A.H. Hofman[18]
- Reuling, Josine (1937). Terug naar het eiland. Nederlandsche Boekhandel, Antwerpen.
- Reuling, Josine (1938). Senta Meloni, lerares solozang. Querido, Amsterdam.
- Reuling, Josine (1939). Het vreemde vaderland. Querido, Amsterdam.
- Reuling, Josine (1941). De heilige van St. Jean. Querido, Amsterdam.
- Reuling, Josine (1946). Paulientje's reis naar dierenland. Querido, Amsterdam.
- Reuling, Josine (1948). De verwachting. Querido, Amsterdam.
- Reuling, Josine (1949). Heks Pimpelneus. Querido, Amsterdam.
- Reuling, Josine (1951). De jaren zijn als vogels. Querido, Amsterdam.
- Reuling, Josine (1953). Poeder en parels. A. W. Bruna & Zoon, Utrecht.

### Kortere verhalen, columns, feuilletons
- Chiquito (1929) feuilleton over een jonge kater.[19]
- Korte film van komische wanhoop, het plasje van popje (1929). Over een gebeurtenis in een volle tram.[20]
- Het stukje voor tante (1929).[21]
- Een gezellige zondag (1930)[22]
- Bobby (1930)[22]
- Een oude meneer en ik (1933).[7][23]
- Poes zonder staart (1933).[8]

- Biografisch Portaal: 96699482
- Digitale Bibliotheek voor de Nederlandse Letteren: reul001
- Library of Congress Control Number: no2002050133
- Nederlandse Thesaurus van Auteursnamen: 071716297
- Virtual International Authority File: 73521921